# Dapo Mebude
Adedapo Paul Oluwaseun "Dapo" Awokoya-Mebude (Peckham, 29 juli 2001) is een Schots voetballer met Nigeriaaanse roots die sinds 2022 uitkomt voor KV Oostende.

## Clubcarrière
Mebude werd geboren in Peckham, een wijk in het Londense bestuurlijke gebied Southwark in de regio Groot-Londen. Hij genoot zijn jeugdopleiding bij Rangers FC. In mei 2017 ondertekende hij er zijn eerste profcontract. In februari 2019 liet Steven Gerrard hem terugroepen van Schotland –19 wegens een acuut gebrek aan aanvallers bij de eerste ploeg, maar Mebude kwam uiteindelijk niet in actie in de competitiewedstrijd tegen St. Johnstone FC. Zijn officiële debuut in het eerste elftal van de club volgde op 19 mei 2019: in de competitiewedstrijd tegen Kilmarnock FC (2-1-nederlaag) liet Steven Gerrard hem in de 63e minuut invallen voor Daniel Candeias.
In januari 2021 werd Mebude voor de rest van het seizoen uitgeleend aan de Schotse tweedeklasser Queen of the South FC. Op 6 maart 2021 scoorde Mebude zijn eerste profgoal: in de 2-4-competitiezege tegen Arbroath FC scoorde hij in de blessuretijd van de eerste helft de 2-3. Een week later opende hij de score in de 2-3-nederlaag tegen Alloa Athletic FC. Mebude klokte uiteindelijk af op twee doelpunten in twaalf officiële wedstrijden bij Queen of the South, dat dat seizoen zesde op tien clubs eindigde in de Scottish Championship.
In juni 2021 kondigde Mebude aan dat hij definitief afscheid zou nemen van Rangers. In juli 2021 ondertekende hij een tweejarig contract bij Watford FC, met optie op twee extra seizoenen. Niet veel later leende de club hem voor een seizoen uit aan derdeklasser AFC Wimbledon. Daar scoorde hij twee goals in 25 competitiewedstrijden.
In september 2022 ondertekende hij een vierjarig contract bij de Belgische eersteklasser KV Oostende.

## Interlandcarrière
Mebude debuteerde in 2017 als Schots jeugdinternational.